# Makateajufferduif
De makateajufferduif (Ptilinopus chalcurus) is een vogel uit de familie Columbidae (duiven).  De wetenschappelijke naam van de soort werd in 1859 gepubliceerd door George Robert Gray. Het is een door habitatverlies kwetsbaar geworden vogelsoort die alleen voorkomt op het eiland Makatea uit de  Tuamotuarchipel (Frans-Polynesië) een groep van 78 vulkanische atollen in de Grote Oceaan.

## Kenmerken
De vogel is 20 cm lang. Het is een overwegend groene duif met een paar opvallende kenmerken, zoals de paarse vlek op het voorhoofd. De keel en borst zijn bleek grijsgroen. Van boven is de vogel donkergroen en de vleugelveren hebben gele randen.

## Verspreiding en leefgebied
Deze soort is endemisch  op  het eiland Makatea.  De leefgebieden van deze vogel liggen bosrijke delen van het eiland in het zuiden. De vogel wordt ook wel waargenomen in de buurt van dorpen.

## Status
De makateajufferduif heeft een beperkt verspreidingsgebied en daardoor is de kans op uitsterven aanwezig. De grootte van de populatie werd in 2022 door BirdLife International geschat op 300 tot 1500 volwassen individuen. In het verleden ging veel bos verloren door mijnbouwactiviteiten (fosfaat) en er bestaan plannen om opnieuw met mijnbouw te beginnen. Om deze redenen staat deze soort als kwetsbaar op de Rode Lijst van de IUCN.